# Albert Binder (Schiedsrichter)
Albert Binder (* 5. Juli 1928; † 24. Mai 2002) war ein deutscher Fußballschiedsrichter.

## Sportlicher Werdegang
Der in Holzgerlingen ansässige Binder leitete Spiele als Vertreter des Württembergischen Fußballverbandes. Spätestens ab Mitte der 1960er Jahre leitete er überregional Spiele in den höchsten deutschen Spielklassen. So kam er einerseits als Referee in der Bundesliga als auch der zweitklassigen Regionalliga zum Einsatz, zudem pfiff er auch eine Partie im DFB-Pokal. Im Frühjahr 1970 stand er zum 19. und letzten Mal in der Bundesliga auf dem Platz, seine Zweitligakarriere ging noch etwas länger.
Am 21. Juni 1969 kam Binder die Ehre zuteil, das Endspiel im WFV-Pokal 1968/69 zwischen der SpVgg Neckarsulm und der Amateurmannschaft des SSV Reutlingen 05 zu leiten, das Erstere mit einem 4:2-Erfolg nach Verlängerung für sich entschied.